# Pleuraphodius dingaani
Pleuraphodius dingaani är en skalbaggsart som beskrevs av Rudolph Petrovitz 1964. Pleuraphodius dingaani ingår i släktet Pleuraphodius och familjen Aphodiidae. Inga underarter finns listade i Catalogue of Life.